# Lobo (niederländischer Sänger)

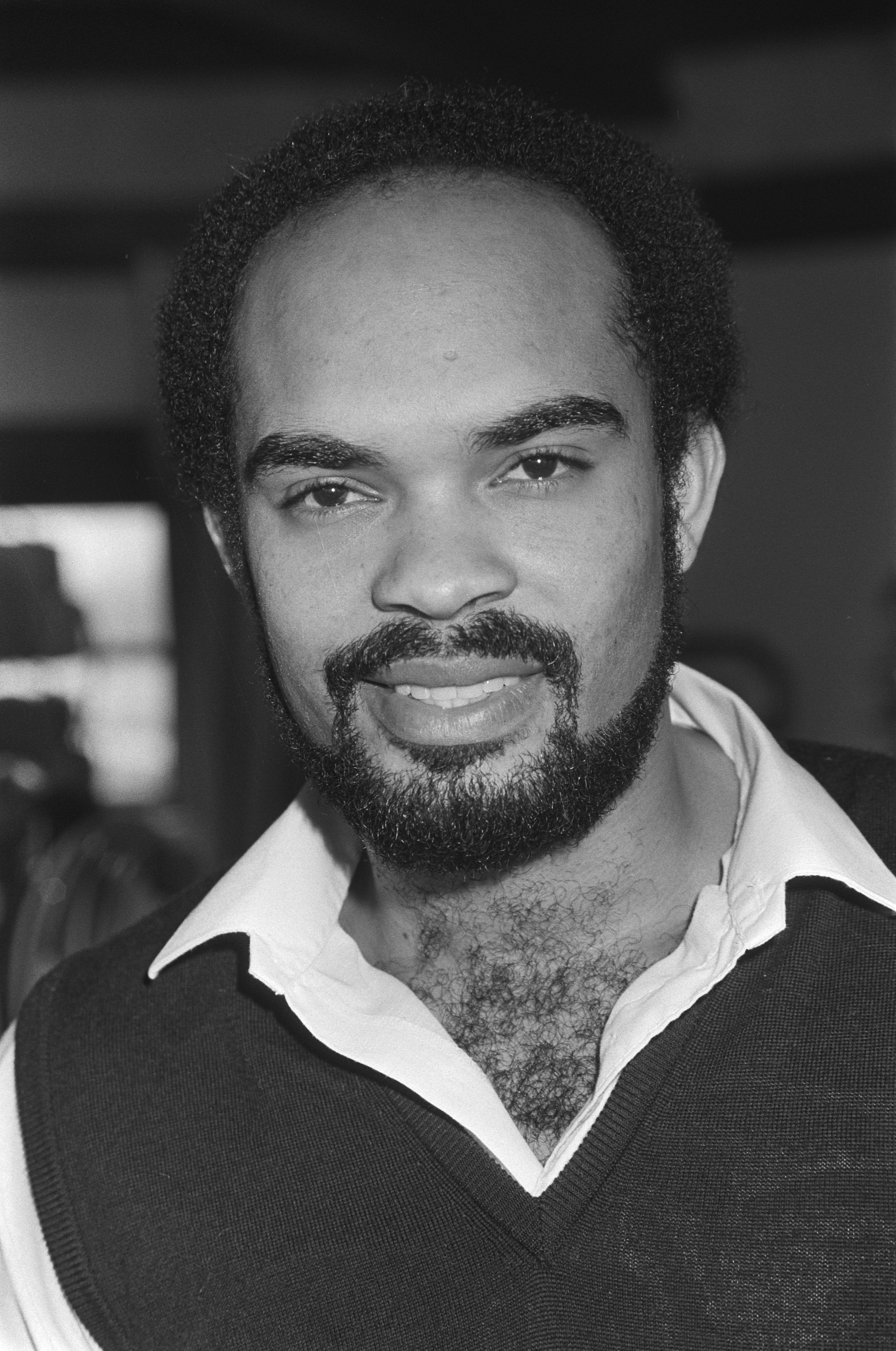
Lobo, 1981

Lobo (* 2. Juni 1955 in Amsterdam als Imrich Laurence Lobo; † 19. Januar 2025 in Tansania) war ein niederländischer Sänger.

## Karriere
Er wurde 1981 durch den Song Carribbean Disco Show bekannt, der ein Nummer-1-Hit in den Niederlanden und in Belgien war. Das Stück ist im Wesentlichen ein Medley bekannter Lieder des Sängers Harry Belafonte. Diesen und weitere Songs veröffentlichte er unter dem Namen Lobo & The Pearls.
Weitere Erfolge konnte er nicht verzeichnen und ist somit ein One Hit Wonder. 2006 veröffentlichte er eine Weihnachtsversion seines Hits mit dem Titel Loboʼs Caribbean Disco Show, die erfolglos blieb.

## Privates
Neben seiner Musikkarriere war Lobo als Physiklehrer in einer niederländischen Schule tätig bis zu seiner Pensionierung 2021.

## Tod
Lobo starb am 19. Januar 2025 im Alter von 69 Jahren.

## Diskografie

### Alben
- Caribbean Disco Show (1981)

### Singles (Chartplatzierungen)
| Jahr | Titel Album              | Höchstplatzierung, Gesamtwochen, AuszeichnungChartplatzierungen (Jahr, Titel, Album, Platzierungen, Wochen, Auszeichnungen, Anmerkungen) | Höchstplatzierung, Gesamtwochen, AuszeichnungChartplatzierungen (Jahr, Titel, Album, Platzierungen, Wochen, Auszeichnungen, Anmerkungen) | Höchstplatzierung, Gesamtwochen, AuszeichnungChartplatzierungen (Jahr, Titel, Album, Platzierungen, Wochen, Auszeichnungen, Anmerkungen) | Höchstplatzierung, Gesamtwochen, AuszeichnungChartplatzierungen (Jahr, Titel, Album, Platzierungen, Wochen, Auszeichnungen, Anmerkungen) | Höchstplatzierung, Gesamtwochen, AuszeichnungChartplatzierungen (Jahr, Titel, Album, Platzierungen, Wochen, Auszeichnungen, Anmerkungen) | Anmerkungen            |
| Jahr | Titel Album              | DE | AT | CH | UK | NL | Anmerkungen            |
| ---- | ------------------------ | --- | --- | --- | --- | --- | ---------------------- |
| 1981 | The Caribbean Disco Show | DE18 (14 Wo.)DE | AT12 (8 Wo.)AT | CH11 (4 Wo.)CH | UK8 (11 Wo.)UK | NL1 (12 Wo.)NL | Platz-1-Hit in Belgien |

### Weitere Singles
- The Soca Calypso Party
- Loboʼs Gospel Show